# ملکان
مَلِکانْ و یا ملیک کندی یکی از شهرهای جنوب‌غربی استان آذربایجان شرقی و مرکز شهرستان ملکان است. این شهر با ۲۷۴۳۱ نفر جمعیت در سرشماری مرکز آمار ایران در سال ۱۳۹۵ خورشیدی به عنوان سیزدهمین شهر پرجمعیت استان شناخته می‌شود.
ملکان در جنوب‌شرق دریاچهٔ ارومیه و در محل اتصال استان‌های آذربایجان شرقی و آذربایجان غربی قرار گرفته‌است. این شهر با وسعت ۱۰۰۷ کیلومتر مربع (۲٫۲ درصد مساحت استان) بوده و فاصله آن با مرکز استان تبریز ۱۴۴ کیلومتر می‌باشد فاصله این شهر با برخی شهرها زنجان ۲۷۱ کیلومتر، خرم‌آباد ۶۰۲ کیلومتر، رشت ۴۶۴ کیلومتر، اردبیل ۳۲۶ کیلومتر، همدان ۴۰۳ کیلومتر، ساری ۸۷۰ کیلومتر، ارومیه ۱۶۷ کیلومتر، قزوین ۴۴۴ کیلومتر و تا تهران ۶۲۰ کیلومتر فاصله دارد. مردم ملکان آذربایجانی بوده و به زبان ترکی آذربایجانی صحبت می‌کنند. نام دیگر این شهر به نام(خوشه های طلایی)است.

## پیشینه
شهر ملکان که پیش‌تر «ملک‌کندی» خوانده می‌شد، پیشینهٔ تاریخی طولانی داشته و به‌دلیل آب و هوا و موقعیت گذرگاهی مناسب، از گذشته‌های دور مسکن اقوام مختلفی بوده‌است؛ به‌طوری‌که از ۶ هزار سال پیش از میلاد، روستاهای عباس‌آباد و قوریجان از اصلی‌ترین سکونتگاه‌های این منطقه به‌شمار می‌رفته‌است.
تالاب عباس‌آباد (عباس‌آباد گلی) از ۵ تا ۶ هزار سال پیش از میلاد تا دورهٔ پهلوی در محل کنونی بیمارستان ملکان قرار داشته‌است. این تالاب فصلی که بر اثر بارندگی‌های شدید هزاره‌های پیش از میلاد تشکیل می‌شد، باعث رونق کشاورزی در این منطقه شده بود.
قدمت سفالینه‌های یافت‌شده از تپه‌های روستای بایقوت به ۷ هزار سال پیش برمی‌گردد و شواهد گویای آن است که ساکنان این منطقه با سرزمین میان‌رودان ارتباطات فرهنگی گسترده‌ای داشته‌اند. همچنین خیش‌های پیداشده در منطقهٔ ملکان که ۵ هزار سال قدمت دارند، نشانگر آن است که اصلی‌ترین عامل یک‌جانشینی انسان‌ها در این منطقه، موقعیت مناسب کشاورزی آن بوده‌است.
شهر ملکان تا ۲۰۰ سال پیش، روستایی کوچک و کم‌جمعیت بوده که از سمت شرق به حمامی تاریخی{جمعه حمامی} و تپهٔ تیکان‌تپه و از سمت جنوب به زمین‌های بایر و باغ‌های چمچمال محدود می‌شده‌است. این شهر در آن زمان به قاجاریان تعلق داشته و نصرت‌السلطنه مالک آن بوده‌است. در سال ۱۳۲۰ خورشیدی، نصرت‌السلطنه مالکیت ملکان را به محسنی (اصغر بقال) واگذار کرد و در سال ۱۳۲۴ خورشیدی نیز محسنی مالکیت این شهر را به نجف مددیان و مظفرخان صولتی انتقال داد. از سال ۱۳۲۴ خورشیدی به بعد، جمشیدخان اسفندیاری ملکیت ملکان را برعهده گرفت.

## نام گذاری
به عقیدهٔ برخی از کارشناسان، چون ملکان در گذشته حاکم (ملک) زیادی داشته، از همین‌روی نام آن را «ملک‌کندی» نهاده‌اند. به اعتقاد گروهی دیگر، پیش‌تر یکی از اربابان این شهر «ملک‌نیا» نام داشته و نام این شهر از نام این ارباب گرفته شده‌است.

## مناظر دیدنی و تاریخی ملکان

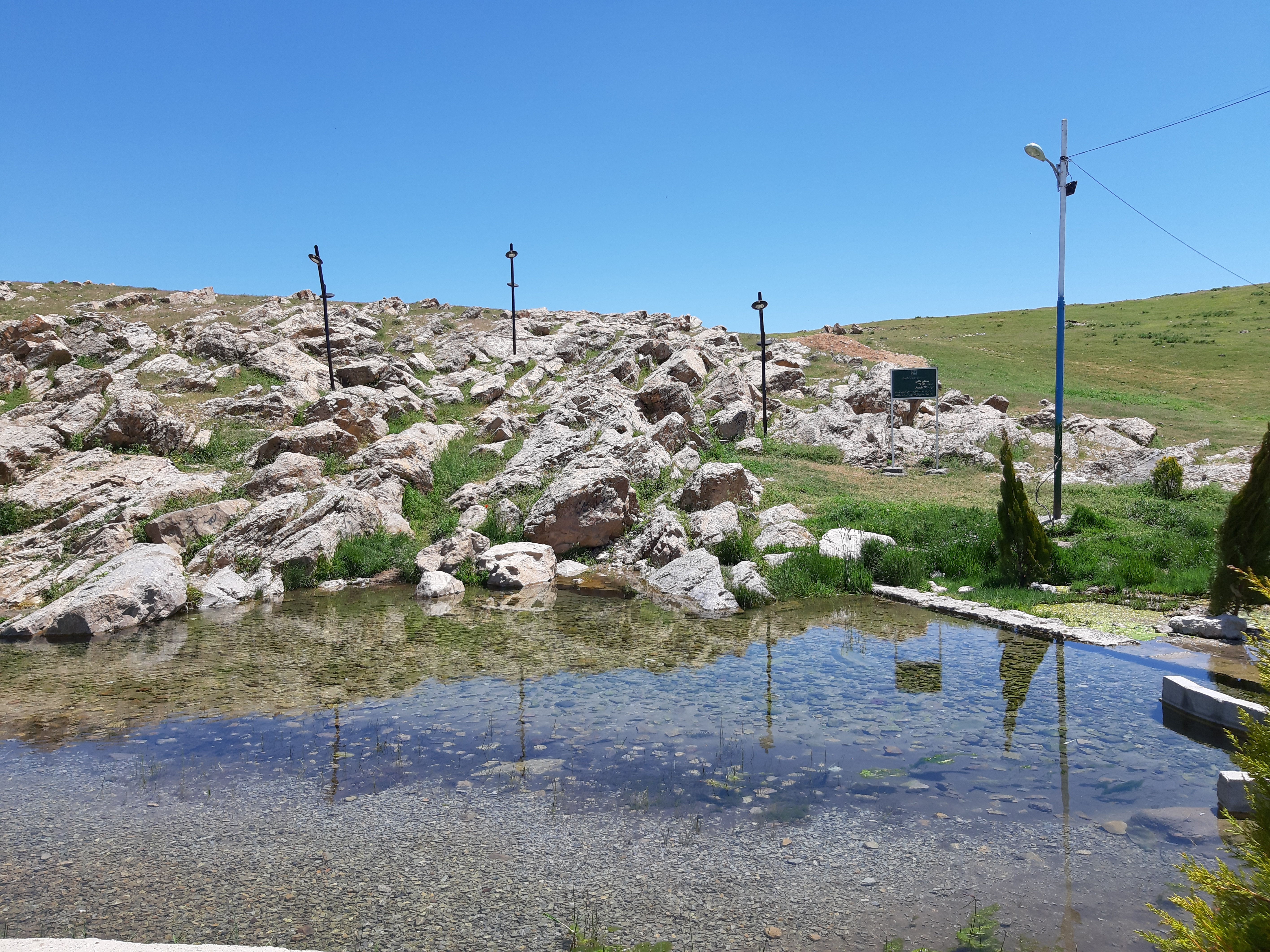
چشمه علی باغی

## نگارخانه

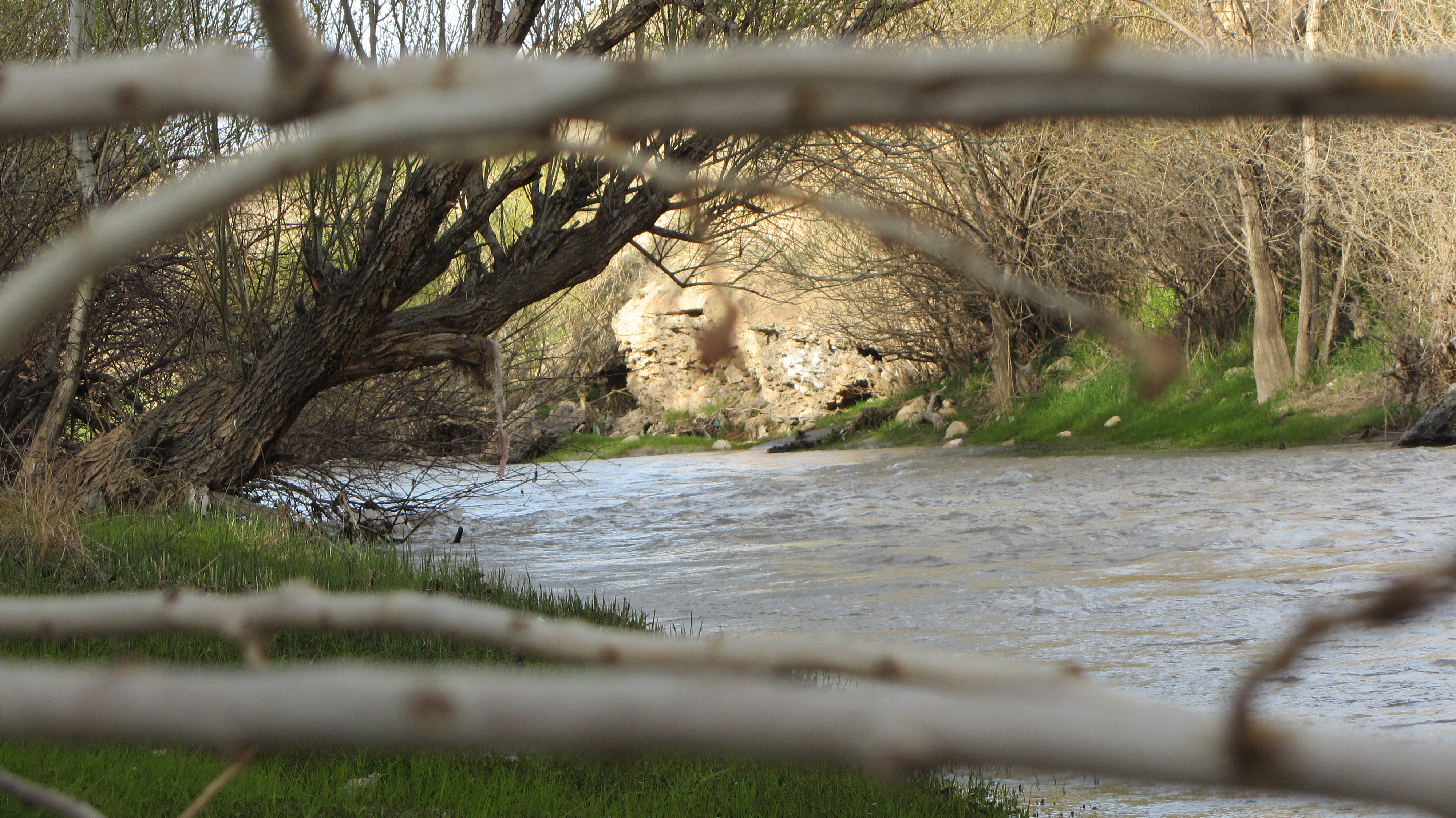
رودخانه مردق در بهار
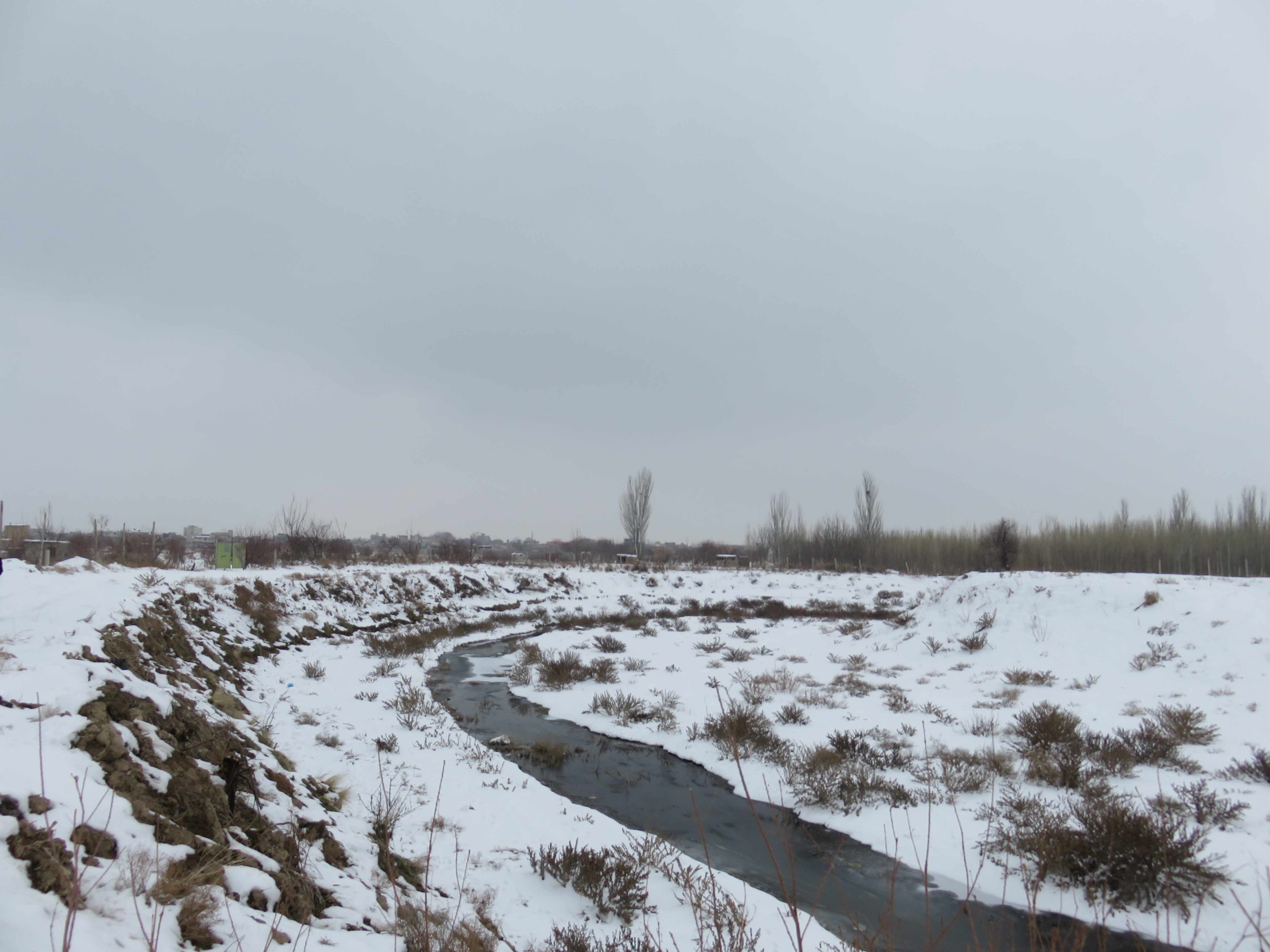
رودخانه مردق در زمستان
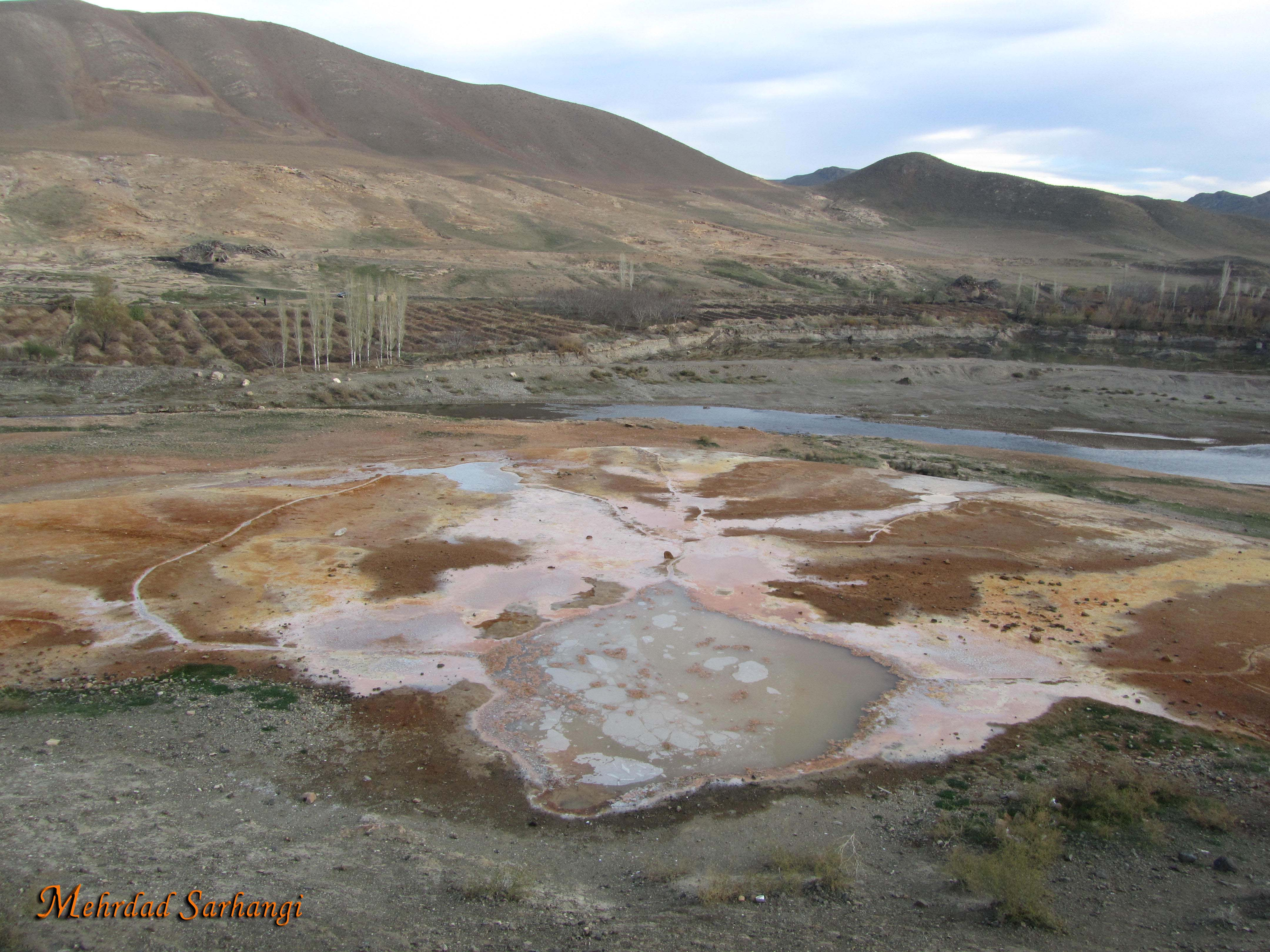
منطقه ژئوتوریسمی شورسو
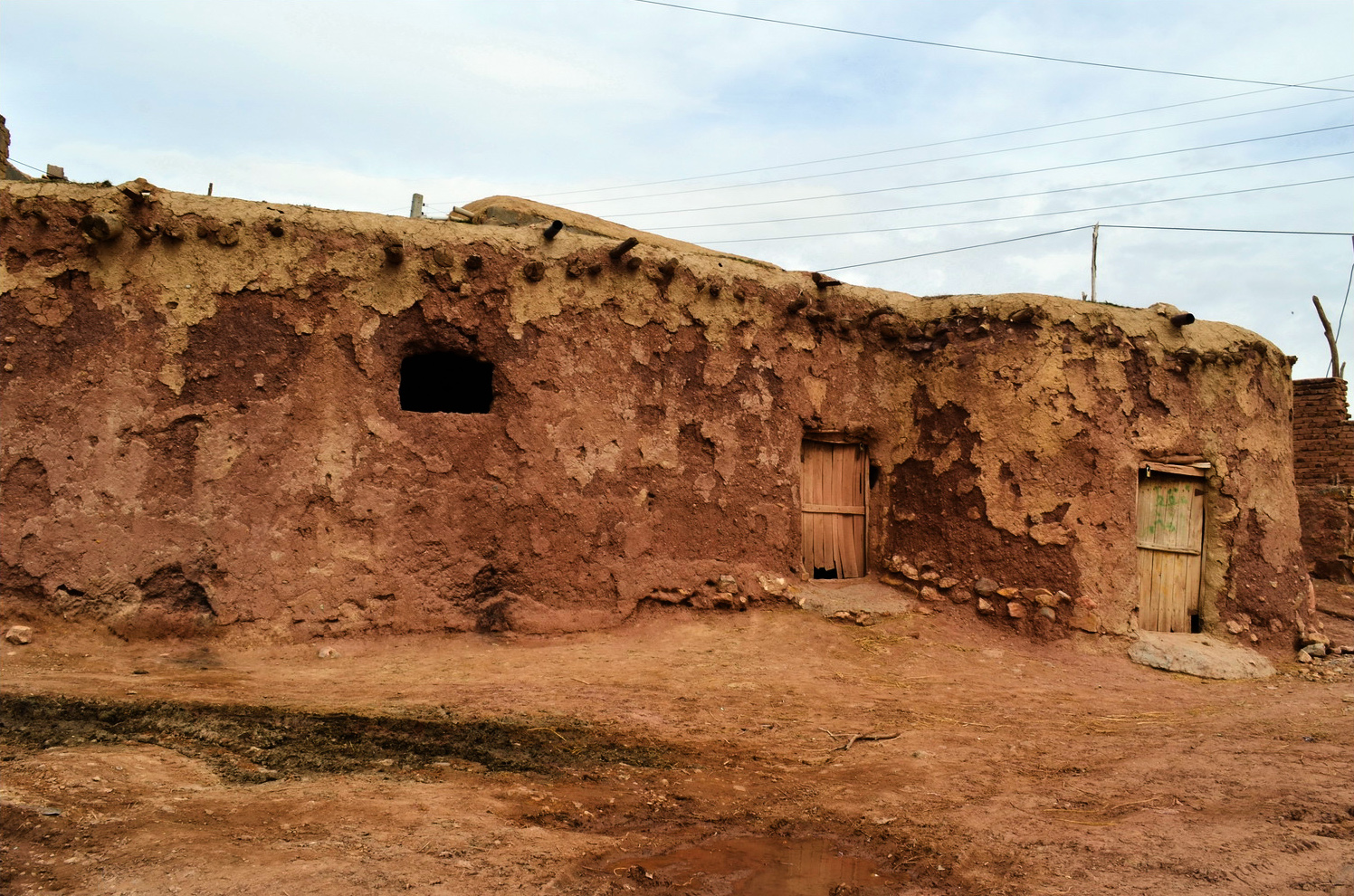
روستای شورجه
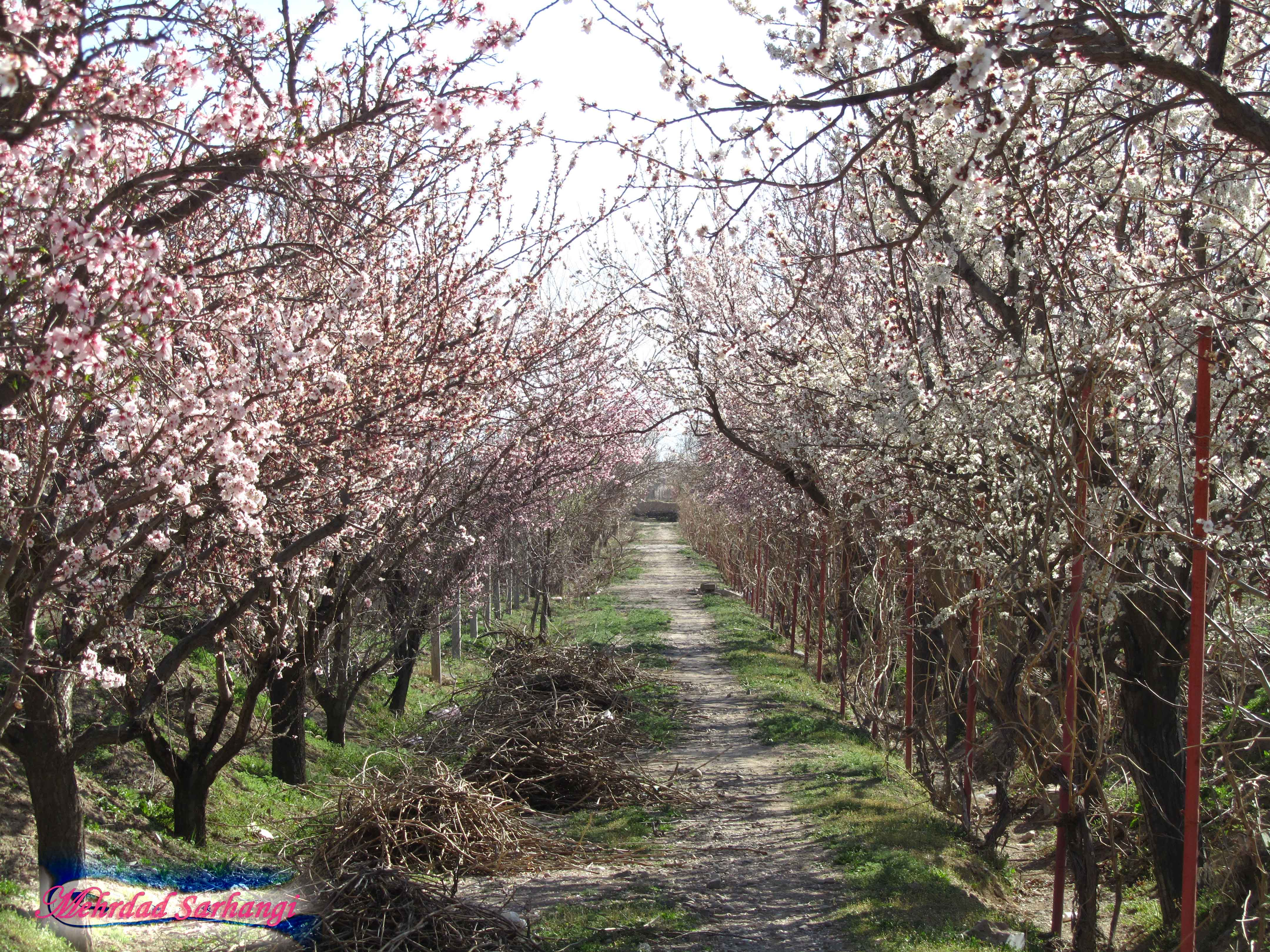
شکوفه‌ها در فصل بهار باغات ملکان
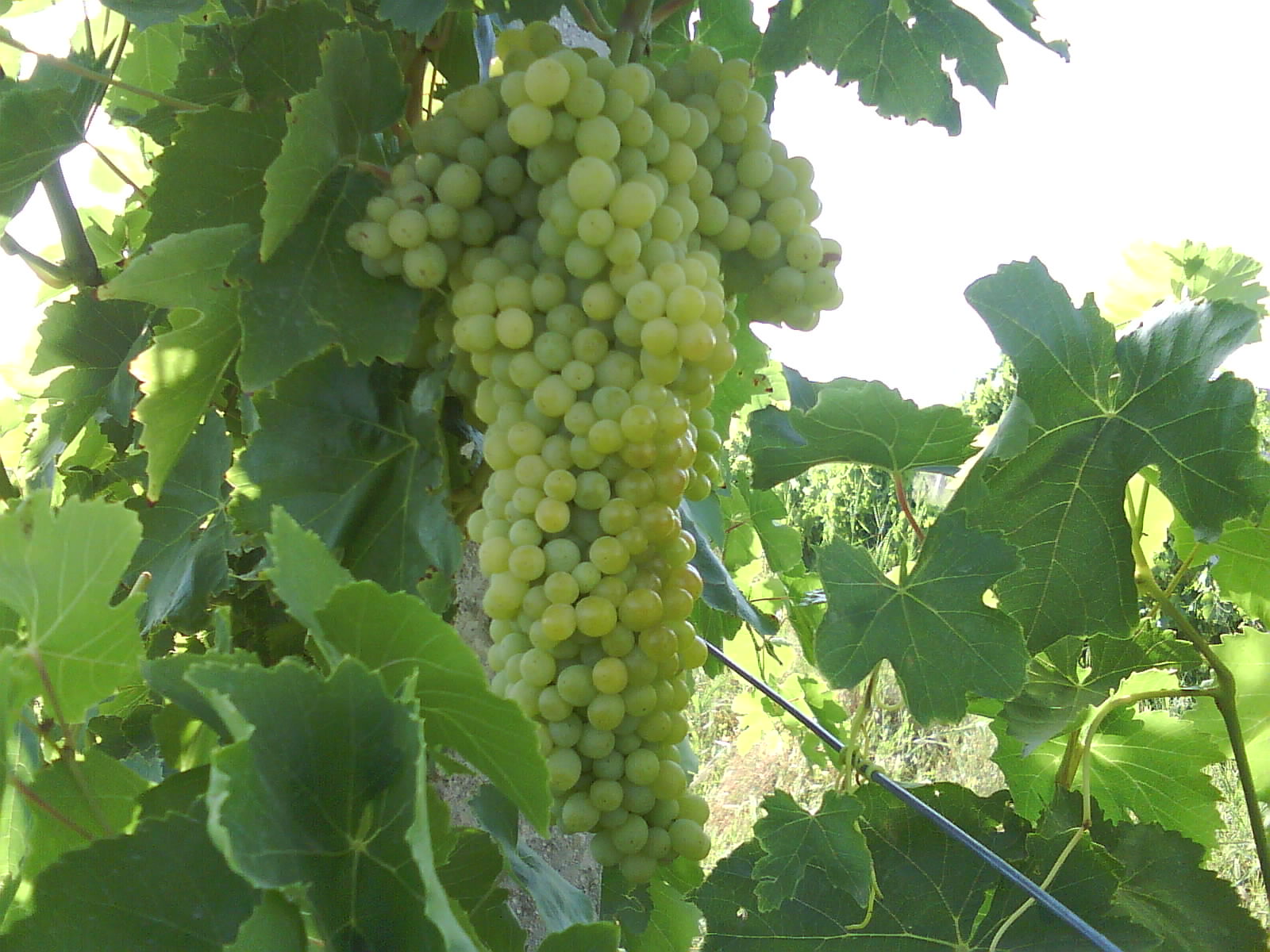
انگور ملکان
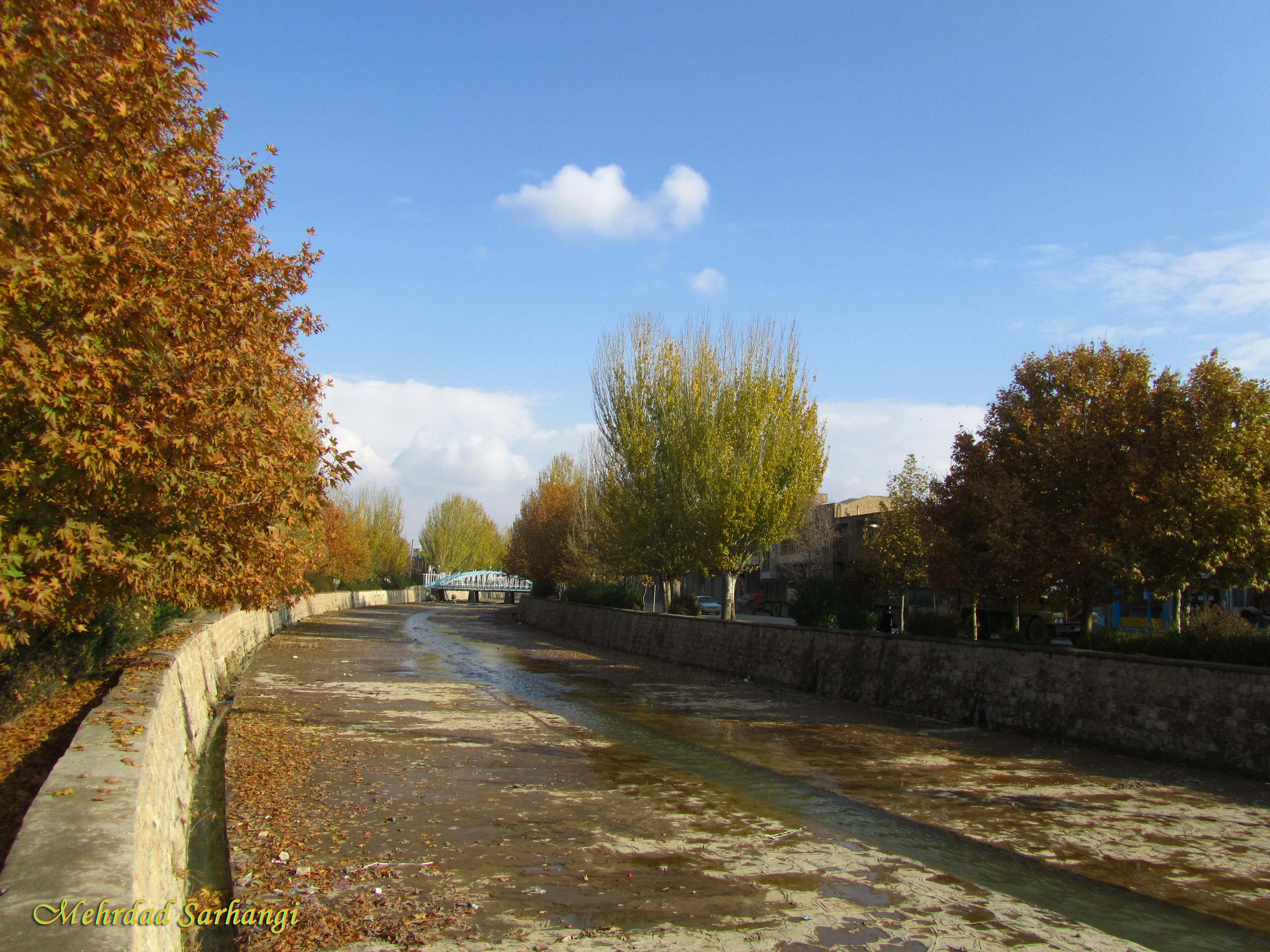
رودخانه مردق
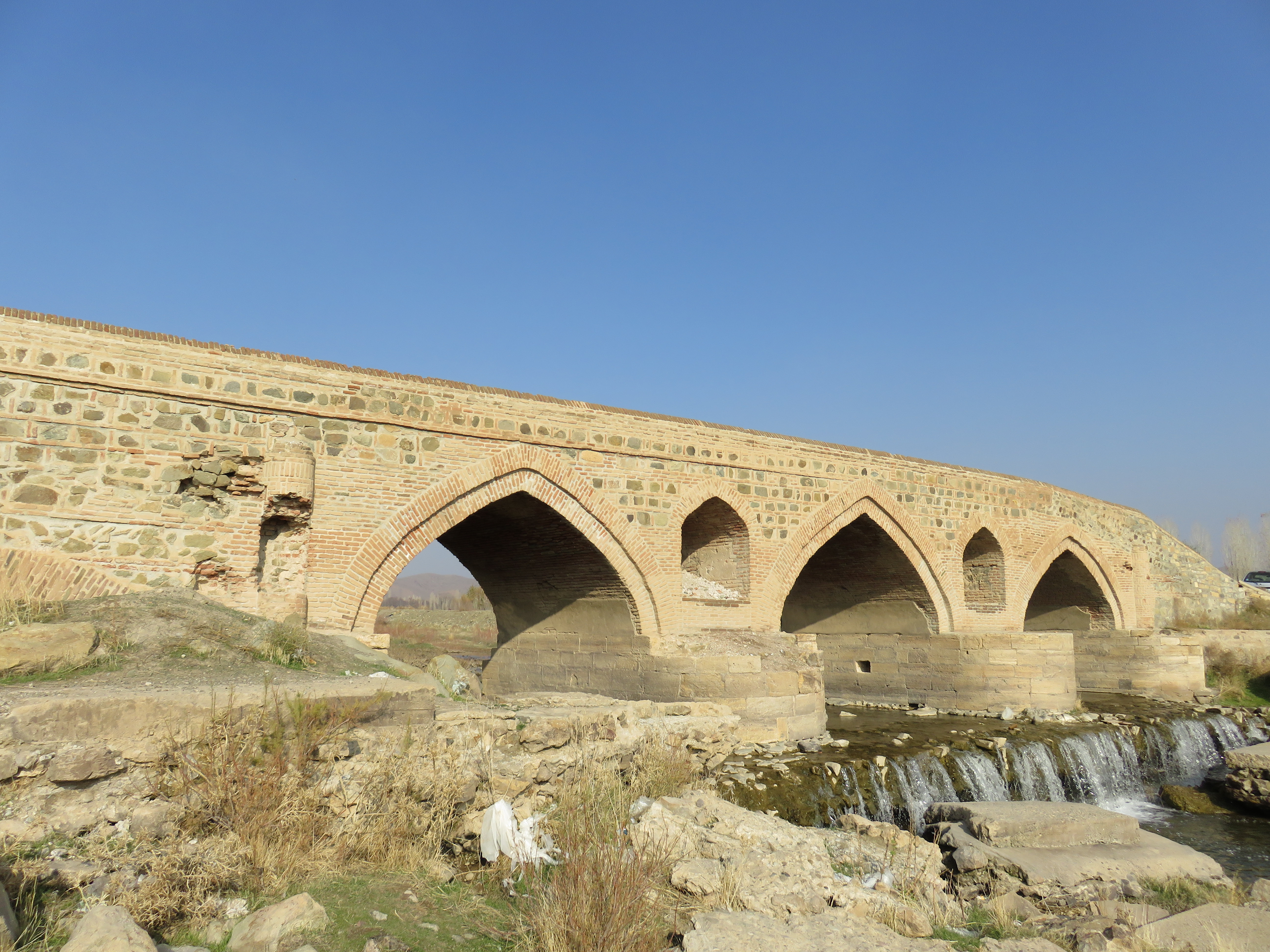
قیزلار کورپوسی
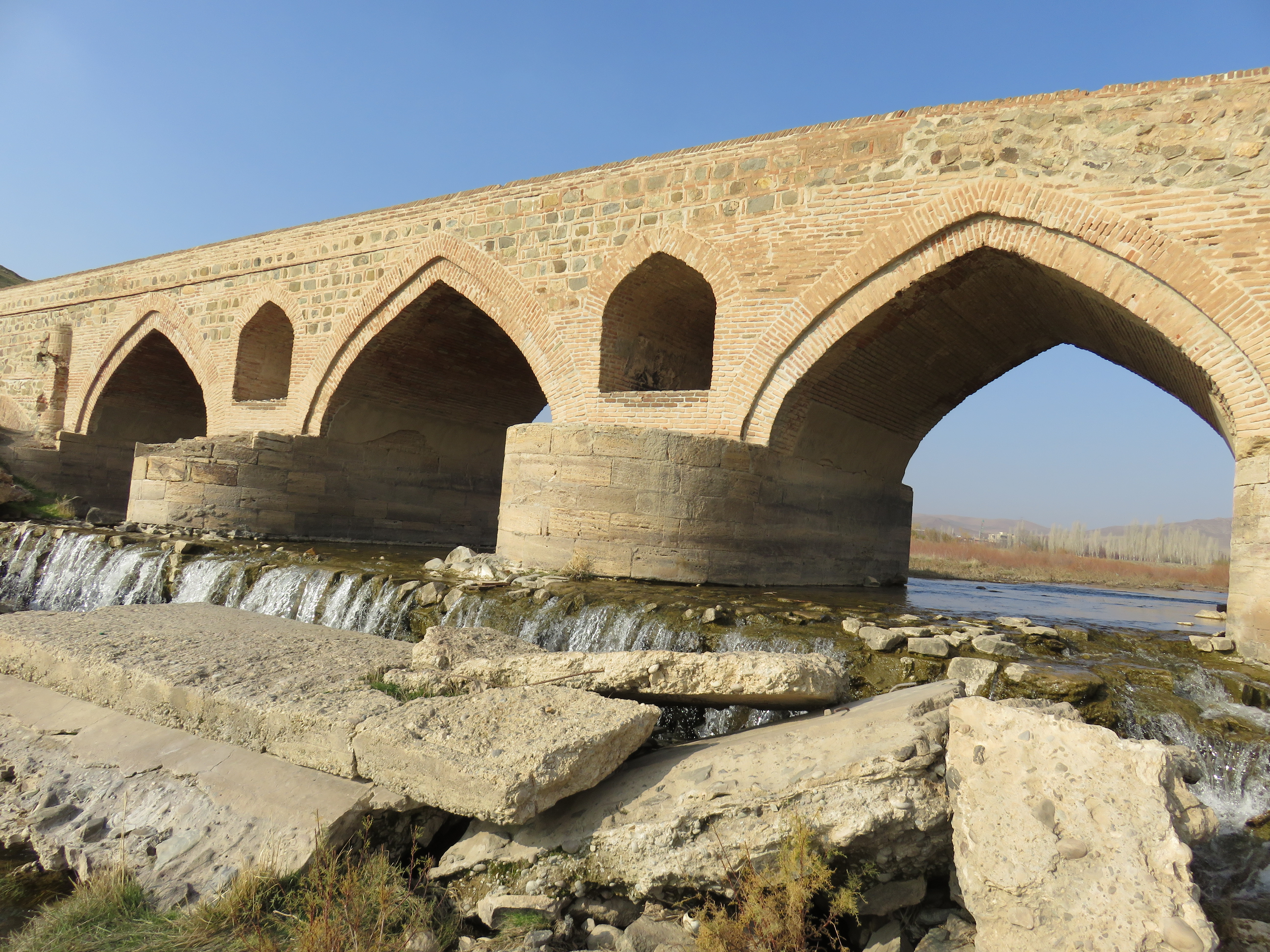
قیزلار کورپوسی
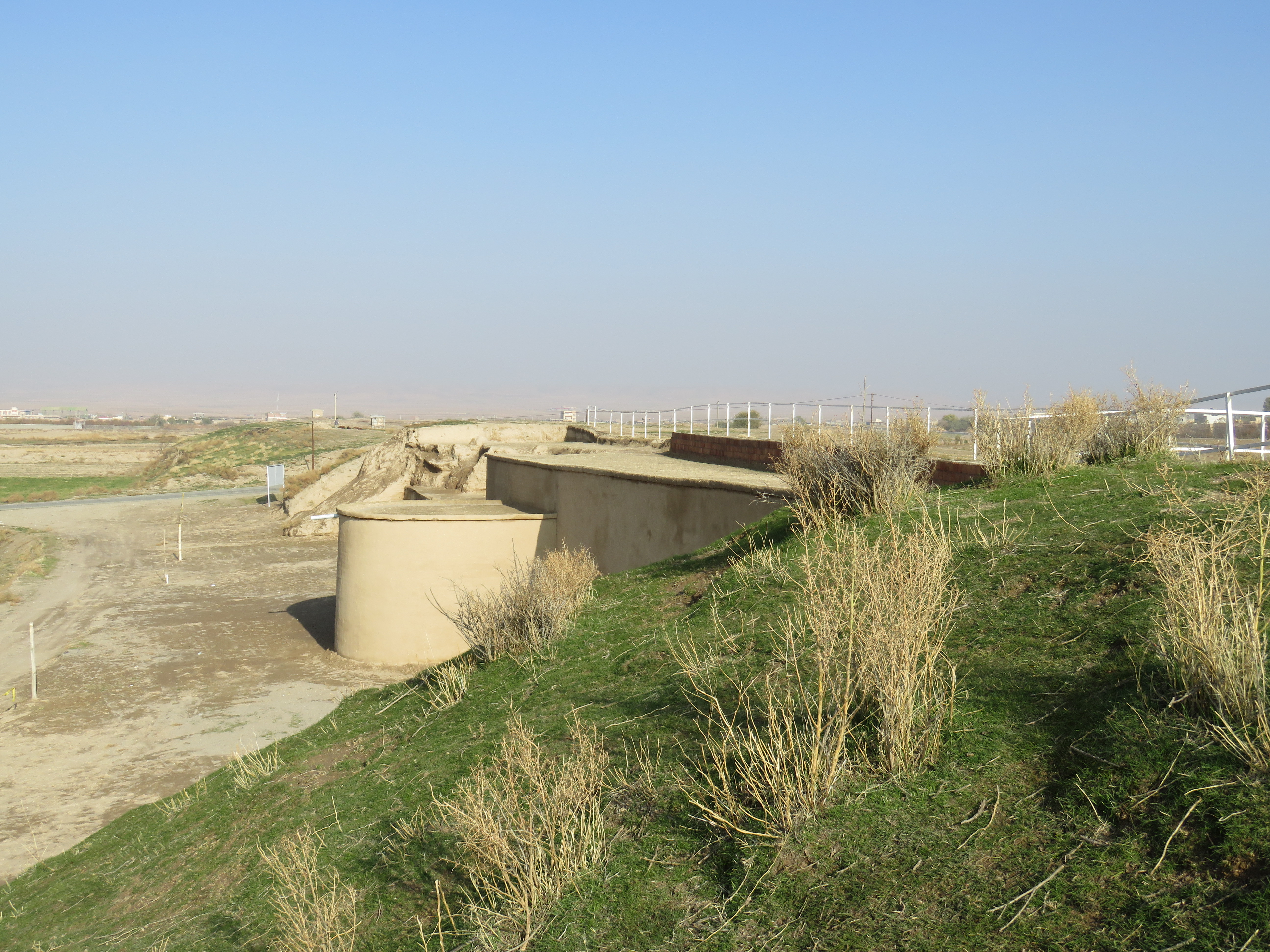
قلعه بختک لیلان